# Rhynchostegium cirrosum
Rhynchostegium cirrosum là một loài rêu trong họ Brachytheciaceae. Loài này được Schwägr. De Not. mô tả khoa học đầu tiên năm 1867.